# David Hay (curler)
David Hay (ur. 23 lutego 1962) – szkocki curler. Rozpoczął grę w 1975. Wielokrotny mistrz świata i mistrz Europy. Nigdy nie zdobył medalu na zimowych igrzyskach olimpijskich. Jest praworęczny.
Od 2007 jest trenerem zespołu Davida Murdocha.